# Обухово (Наро-Фоминский район)
Обухово — деревня в Наро-Фоминском районе Московской области, в составе сельского поселения Ташировское. Численность постоянного населения по Всероссийской переписи 2010 года — 11 человек, в деревне числятся 2 улицы и 7 садовых товариществ. До 2006 года Обухово входило в состав Крюковского сельского округа.
Деревня расположена в западной части района, у истоков безымянного левого притока реки Нара, примерно в 9 км к северо-западу от города Наро-Фоминска, высота центра над уровнем моря 191 м. Ближайший населённый пункт — Большие Семенычи — в 0,7 км на запад. К востоку от деревни располагались сооружения радиолокационной станции дальнего обнаружения Дунай-3М.